# Кюмель-Ямаші
Кюме́ль-Ямаші́ (рос. Кюмель-Ямаші, чув. Пăваялĕ) — присілок у складі Вурнарського району Чувашії, Росія. Входить до складу Малояуського сільського поселення.
Населення — 354 особи (2010; 388 у 2002).
Національний склад:
- чуваші — 97 %